# Kyokujitsu-ki
Kyokujitsu-ki (jap. 旭日旗 dosłownie „sztandar wschodzącego słońca”) – japoński sztandar wojenny. 

Wersja dla Cesarskiej Armii Japońskiej w czasach imperialnych, obecnie nieużywana

Wersja dla Cesarskiej Marynarki Wojennej w czasach imperialnych, obecnie nieużywana

Wersja dla współczesnych Morskich Japońskich Sił Samoobrony

Wersja dla współczesnych Japońskich Sił Samoobrony

Była to bandera, pod jaką pływały japońskie okręty, a także jeden z najlepiej znanych japońskich symboli nacjonalistycznych od I wojny chińsko-japońskiej (1894–95) do wojny na Pacyfiku (1941–45). Bandera ta była także używana przez wojska japońskie na lądzie.
Obecnie jest to bandera Japońskich Morskich Sił Samoobrony.
Flaga wschodzącego słońca jest jedną z przyczyn sporu koreańsko-japońskiego. Flaga ta dla Japończyków jest jednym z najważniejszych i najbardziej cenionych symboli narodowych, jednak w Chinach i Korei bandera japońskiej marynarki wojennej jest kojarzona w podobny sposób, jak hitlerowska swastyka w Europie.